# 佐藤範雄
佐藤 範雄（さとう のりお、1856年9月4日（安政3年8月6日） - 1942年（昭和17年）6月20日）は、現在の広島県福山市出身の宗教家・教育者。
金光教祖の教えを教祖没後も世に遺すべく、教祖の教えの記録保存や、信者の結収を行い、金光教の教団組織化を推進した。現在の金光学園中学校・高等学校と金光教学院の創立者・初代校長。金光教の三直信の一人で、金光教内では佐藤宿老（さとう しゅくろう）と呼ばれる。

## 略歴
安政3年（1856年）8月6日（戸籍上は2月8日）、備後国安那郡神御領村（現在の広島県福山市神辺町上御領）佐藤吉五郎満貴の三男に生まれる。明治4年（1871年）、16歳の時大工職を目指し弟子入りした。
明治8年（1875年）12月25日、近隣の土肥弥吉（とひ やきち）から、金光大神の教えを聞き、霊感にうたれ、金光教の信者となる。明治9年（1876年）2月4日、金光教祖の元へ初参拝。大工職の傍ら、布教に携わる。明治12年（1879年）7月3日、大工を辞め、自宅を広前（後の金光教芸備教会）として、取次に専念した。明治15年（1882年）4月1日、岡山県小田郡富岡村（現在の笠岡市）の平野五良四郎（ひらの ごろしろう）の二女の照（てる）を迎えた。子には佐藤一夫・金光キクヨ（金光攝胤の妻）・尾原道春・佐藤博敏のほか、佐藤熊太郎・佐藤金造・佐藤つるなど養子もいる。
金光教教団設立の願いを立て、明治15年（1882年）8月、沼名前神社宮司吉岡徳明の指導を受け、教祖の「神の教え」を記録するよう金光大神に進言し、金光萩雄らと記録につとめた。後に、二代白神新一郎・近藤藤守らとはかって、明治18年（1885年）神道金光教会を創設し、それまで各地でばらばらであった、講社や信者組織を結集し、教師育成機関の創設など組織作りと、政府機関への働きかけを行い明治33年（1900年）6月教団の独立を成し遂げた。
金光教内では教監を始め要職を歴任し、対外的には金光教の代表的人物として政治的にも活躍。創立間もない赤十字運動にも参加、明治22年（1889年）には社員となり赤十字運動の普及に努めた。
穏健ではなく過激で急進的な思想は信仰的に問題であると考え、明治43年（1910年）には同郷の森近運平の感化救済を始めた。しかし、ある程度の成功を収めたと感じたころに森近は幸徳事件に連座し逮捕され、佐藤の救命嘆願も間に合わず刑死。この経験をふまえ神職及び教育者に対して、国体に関する講習会を開くことを始めた。「神と氏子との関係」を「親と子との関係」で説明する金光教の教えから「天皇・政府と国民との関係」にも当てはめた「信忠孝一本の道」という教義からの活動である。一例では天皇機関説も危険思想につながると考え、大正9年（1920年）2月29日に國學院大学を会場に、神道各教派を呼んで「美濃部博士の天皇機関説打破につき上杉博士を支援する懇談会」を開催した。大正11年（1922年）芳賀矢一らと思想善導と労働問題解決のために協議し「壬戌会」を設立、大正14年（1925年）には、この会が主唱者となり普通選挙制度の大成を目指す「大成会」を組織した。また、主要活動家などを集め意見を交換し合う「思想緩和懇談会」（後の社交桜心会）を、この大正14年（1925年）から大阪の金光教教会にて開催し、過激思想家の教化を目指した。昭和2年（1927年）には幸徳事件に連座した武田九平の出獄誓願運動を始め、昭和4年（1929年）には身柄の引き取りも行った。
晩年は、宗教団体の地位安定のため、政府に宗教制度を作るよう強力に働きかけ、宗教団体法の設立に尽力した。
昭和17年（1942年）6月20日死去、87歳。

## その他
- 金光学園の卒業生である香西洋樹佐治天文台長は、郷土の偉人として、小惑星の番号15672(1977EX7)を、「Sato-Norio」と命名している。